# EDVAC

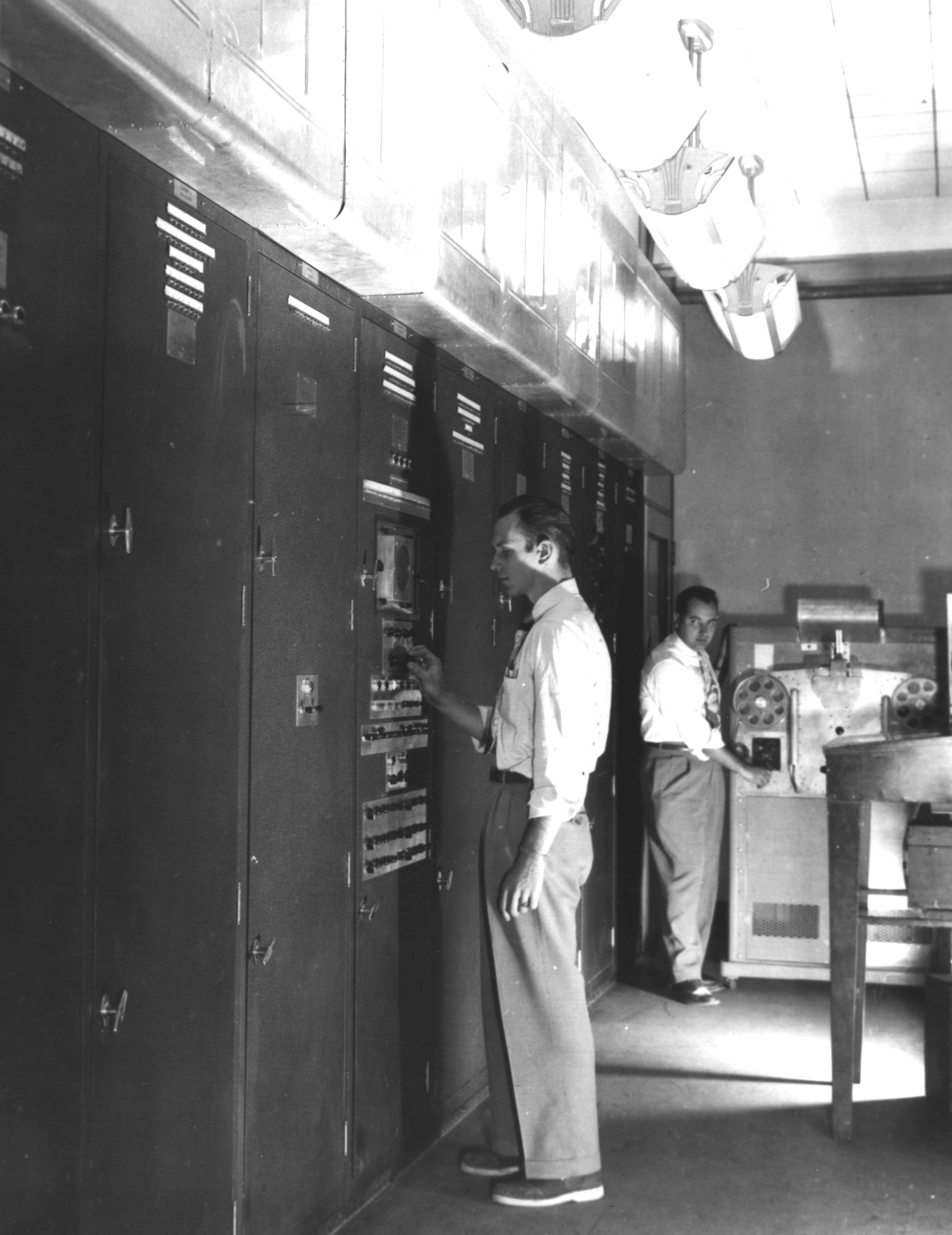
EDVAC

EDVAC (Electronic Discrete Variable Automatic Computer) — один з перших електронних комп'ютерів. На відміну від свого попередника (ENIACа), використовував двійкове числення та збереження програми у пам'яті комп'ютера.
EDVAC був величезним кроком вперед і приносив велику користь до 1960 року.

## Історія
Ще до першого тестування комп'ютера ENIAC Джон Моклі і Джон Екерт вже знали його недоліки, як і Джон фон Нейман, який багатьом відомий за проектом «архітектура фон Неймана» (хоча насправді авторство проекту було колективним). EDVAC став першим втіленням цієї архітектури. 1946-го року, до завершення його складання, Моклі і Еккерт покинули Університет штату Пенсильванія, де збирався цей комп'ютер.
З машиною ENIAC було пов'язано кілька великих проблем — вона працювала швидко, але мала недостатньо пам'яті для зберігання даних. Для перепрограмування ENIAC доводилося заново перекомутовувати, що могло тривати кілька годин і навіть днів. За своєю природою ENIAC був ненадійний, оскільки в ньому використовувалося багато електровакуумних ламп, які споживали багато енергії, займали багато місця і виробляли дуже багато тепла. Мінімізація їхнього використання дала би багато переваг.

## Технічні особливості
На противагу десятковому ENIAC, EDVAC був двійковим послідовним комп'ютером зі схемами додавання, віднімання, множення, а також з програмною реалізацією ділення. Мав також схеми автоматичної перевірки.. Пристрій пам'яті EDVAC складався не з ламп, а з двох наборів по 64 ртутних акустичних ліній затримки; загальний обсяг оперативної пам'яті складав 1000 (пізніше 1024) 44-розрядних слів, що у сучасних одиницях дорівнює приблизно 5½ кілобайт.
Комп'ютер складався з наступних фізичних блоків:
- накопичувач на магнітній стрічці (Вілкс описує його як «рекордер на магнітному дроті» (англ. wire recorder)[2]:36)
- пристрій керування з осцилографом
- «блок диспетчеризації» (англ. dispatcher unit), що приймав інструкції з блоку керування і пам'яті і направляв їх до відповідних функціональних блоків процесора
- обчислювальний (арифметичний) блок, що виконував операції над парою чисел і записував результат до пам'яті (блок-дублер здійснював перевірку правильності)
- таймер
- два блоки пам'яті, з 64 ртутними лініями затримки у кожному (ємність кожної лінії — 8 слів)
- три ртутних лінії затримки для зберігання тимчасових даних (у кожній лінії зберігалося одне слово[2])

Середній час додавання двох чисел на EDVAC становив 864 мікросекунд (тобто 1160 операцій додавання за секунду), а множення — 2,9 мілісекунд (приблизно 340 операцій за секунду). Час виконання операції залежав від адрес у пам'яті — доступ до комірок був прив'язаний до інтервалу оновлення інформації у лініях затримки.
Всього у комп'ютері було близько 6000 електронних ламп і 12000 діодів, споживана потужність складала близько 56 кіловат. Машина займала 490 квадратних футів площі (45,5 м²) і важила майже 8 тонн. З машиною працювали 30 осіб персоналу кожну 8-годинну зміну.